# Domenico di Michelino
Domenico di Michelino (Florence, 1417 – Florence, 1491) est un peintre italien de l'école florentine.

## Biographie
Bien que Vasari l'indique comme élève de Fra Angelico, il semble plus probable que Domenico di Michelino soit celui d'Alesso Baldovinetti ou de Francesco di Stefano Pesellino. 
L'unique œuvre qui lui soit attribuée indiscutablement est le Portrait de Dante Alighieri, la ville de Florence et l’allégorie de la Divine Comédie (1465) dans la nef de Santa Maria del Fiore.

## Le tableau allégorique de la Divine Comédie à Santa Maria del Fiore
Le tableau, daté de 1465, a été exécuté selon la technique de la tempéra sur toile à partir d'un dessin d'Alesso Baldovinetti. Il représente Dante au centre de la composition, tenant à la main la Divine Comédie, son œuvre majeure, ouverte. Derrière lui, le paysage est composé d'une allégorie des trois royaumes décrits dans la Divine Comédie, l'Enfer, le Purgatoire et le Paradis, ainsi que d'une vue de la ville de Florence. 
A gauche, au-delà de la porte de l'Enfer, les damnés descendent sous terre poussés par des démons. En bas, au milieu de flammes rougeoyantes, se trouve Satan. 
Derrière Dante se trouve le Purgatoire. Le Purgatoire est représenté comme une montagne dont les sept cercles sont représentés par autant de terrasses où des damnés subissent le châtiment choisi pour punir le péché qu'ils ont commis durant leur vie, selon le principe du contrapasso. On constate qu'il y a une gradation décroissante des péchés : plus on progresse vers le sommet de la montagne, plus on s'approche du ciel, plus le péché commis est léger (et le châtiment moins cruel). En bas de la montagne, un ange gardien armé d'une épée protège la porte dorée du Purgatoire, fidèle à la description qu'en délivre Dante. Au sommet de la montagne, le Purgatoire culmine avec la représentation du Paradis terrestre, autrement dit le  Jardin d'Éden, où se tiennent Adam et Ève, réunis autour de l'arbre de la connaissance. 
Au-dessus du Purgatoire, le Paradis est représenté sous la forme de bandes de ciel cintrées, au nombre de sept, représentant les sept premières sphères du Paradis (par rapport au texte de Dante, il manque les deux dernières sphères ainsi que l'Empyrée). Chaque sphère est occupée par un astre, qui lui donne son nom, comme dans le poème de Dante.
Enfin, à la droite du poète, on reconnaît la ville de Florence, ville de naissance de Dante, derrière ses murailles. Elle est représentée telle qu'elle apparaissait en 1465, au moment de la réalisation de la fresque, et non du temps de Dante (on reconnaît notamment la coupole de Santa Maria del Fiore de Brunelleschi, qui date du XVe siècle).

## Œuvres
- Dante con in mano la Divina Commedia, v. 1465, tempera sur toile, 232 × 290 cm, nef de Santa Maria del Fiore, Florence.
- Madonna dell'Umiltà con due angeli (1465), au musée de la loggia del Bigallo.
- À la Galleria dell'Accademia de Florence :
  - I tre Arcangeli e Tobiolo (1465),
  - La Sainte Trinité (un trône de grâce) (1460-1470)
  - Le Jeune Tobie et les trois archanges, 1468-1475, détrempe sur bois, 170 × 170 cm[2]
  - I Santi Michele Arcangelo, Lorenzo e Leonardo (1469).
- Madonna con Bambino e santi, au palazzo Communale de San Gimignano
- Madonna col Bambino, Chiesa di San Pietro a Careggi, Florence
- Fresques de la chapelle dédiée à saint Léonard, Chiesa di Santa Maria a Peretola, Florence
- Fresques de la loggia de Brunelleschi, Spedale degli Innocenti, Florence
- Annunciazione, Chiesa di San Martino a Mensola, Florence
- San Bonaventura, musée au cloître de Santa Croce, Florence
- Le Christ devant Ponce Pilate, ...
- Triptyque de la Passion (1440), attribué par Bernard Berenson, musée des Beaux-Arts de Chambéry
- Adam et Eve expulsés du Paradis[3], vers 1450-1474, au Musée Bonnefanten, à Maastricht